# West Potomac Park
O West Potomac Park é um parque nacional estadunidense adjacente ao National Mall e que compreende a área entre o Lincoln Memorial e o Monumento a Washington, em Washington, D.C. É administrado pelo Serviço Nacional de Parques e engloba a grande parte dos monumentos da capital nacional.

## Monumentos
- 1. Lincoln Memorial
- 2. Espelho d'água do Memorial

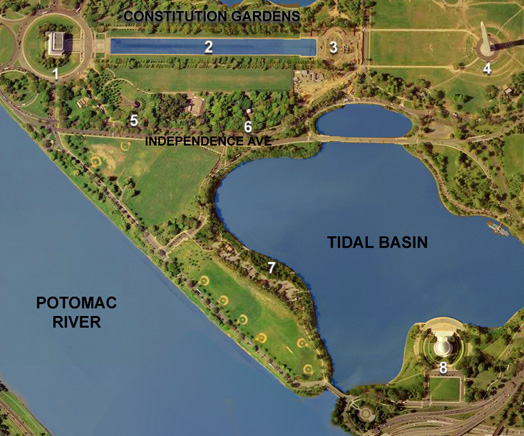
Fotografia de satélite mostra a área do West Potomac Park.

- 3. National World War II Memorial
- 4. Monumento a Washington
- 5. Korean War Veterans Memorial
- 6. District of Columbia War Memorial
- 7. Franklin Delano Roosevelt Memorial
- 8. Jefferson Memorial